# Elétron livre
Um elétron livre ocorre na banda proibida de nuvens eletrônicas, em camadas de valência, ao ganhar fótons altamente energéticos. Os elétrons dão o chamado salto quântico e saem da região onde se encontram confinados pelas cargas elétricas e se tornam elétrons livres, saltando a barreira de potencial. Os chamados tunelamentos quânticos também causam o mesmo fenômeno, embora difíceis de ocorrer. Os elétrons ganham energia suficiente, e transpassam a barreira de potencial ao invés de saltá-la. Após o salto, existe a possibilidade da recombinação.

## Princípio da incerteza de Heisenberg
Ao se tentar medir simultaneamente a posição e o momento linear de um elétron, sua natureza ondulatória pode interferir no processo, tornando a medição imprecisa. Além disso, seus movimentos aparentemente aleatórios dificultam a determinação exata da velocidade. Essa limitação é descrita pelo princípio da incerteza de Heisenberg, que evidencia o comportamento dual dos elétrons, ora como partículas, ora como ondas.